# Санмаринска лира
Вижте пояснителната страница за други значения на лира.
Санмаринската лира (на италиански: lira sanmarinese) е бившата национална валута на Сан Марино.
За първи път е въведена през 1860 г. 1 санмаринска лира е равна на 100 чентезима. Емитира се от Банка Сан Марино. Международният код на валутата е SML.
Заменена е с еврото от 1 януари 2002 г.